# Карноза, Артур Александрович
Арту́р Алекса́ндрович Карно́за (укр. Артур Олександрович Карноза; род. 2 августа 1990, Днепропетровск) — украинский футболист, полузащитник клуба «Альянс».

## Клубная карьера
Воспитанник ДЮСШ «Днепромайн». В чемпионате Украины дебютировал 2 ноября 2008 года в матче «Днепр» — «Кривбасс» — 1:0. Летом 2012 года перешёл в клуб «Севастополь». В команде взял 8 номер. Летом 2014 перешёл в «Карпаты». В декабре 2016 года по обоюдному согласию с клубом расторг контракт и получил статус «свободного агента» и покинул львовский клуб. В феврале 2017 года подписал контракт с одесским «Черноморцем» сроком на полтора года. 18 декабря 2017 года в статусе свободного агента подписал контракт с СК «Днепр-1» на полгода.
В январе 2021 года стал игроком криворожского «Кривбасса».

## Карьера в сборной
Участник финальной части чемпионата Европы 2007 года для игроков до 17 лет в Бельгии, на котором провёл 3 матча и забил 1 гол. Признавался лучшим игроком мемориала Ежека 2007 года. В составе сборной Украины для игроков до 18 лет стал лучшим игроком международного турнира Slovakia Cup 2008. Летом 2009 года стал чемпионом Европы среди игроков до 19 лет в составе сборной.

## Достижения
- Победитель Первой лиги Украины: 2012/13